# وستون
وستون (بالإنجليزية: Weston, Florida)‏ هي مدينة تقع في مقاطعة بروارد (فلوريدا) بولاية فلوريدا في الولايات المتحدة. تبلغ مساحتها 68.2 (كم²)، وترتفع عن سطح البحر 3 م، بلغ عدد سكانها 65333 نسمة في عام 2010 حسب إحصاء مكتب تعداد الولايات المتحدة وتصل الكثافة السكانية فيها 1002.6 نسمة/كم2.

## أعلام
- داني إيزيدورا
- رون فرازير
- ألي حسن
- جيك ميلر
- جوزي كانسيكو

## وصلات خارجية
- www.westonfl.org